# Domenico Marchiori
Domenico Marchiori, né en 1828 à Lendinara dans la Province de Rovigo et mort en 1905,, est un peintre italien. Il est attiré par les sujets néo-pompéiens.

## Biographie
Marchiori étudie les mathématiques à l'Université de Padoue et est arrivé tard à la peinture. Il a également été actif en tant que parlementaire (1878-1880), en plus d'un dilettante poète. Il a étudié à Rome à l'Accademia del Nudo.
En 1881 à Milan, il expose une toile représentant un Prêtre de l'Ancien Bacchus. En 1884 à Turin, il a montré un portrait à l'aquarelle. En 1887 à Venise, il a exposé une aquarelle intitulée : Dal triclinio al cubicolo, et une toile Aspettilo anca ti.
Il a également peint des fresques pour le Palais Marchiori à Lendinara, des portraits, et un retable pour l'église à Cavazzana, Rovigo